# John Doe

John Doe als Platzhaltername

John Doe, weibliches Pendant Jane Doe oder Jane Roe, ist ein englischer Platzhaltername für fiktive oder nicht identifizierte Personen. John ist einer der häufigsten englischen Männernamen. „Doe“ bezeichnet eine Hirschkuh, „Roe“ ein Reh. Der Begriff ist vor allem in den Vereinigten Staaten gebräuchlich.

## Bedeutung
Im gesamten anglo-amerikanischen Rechtsraum bezeichnet John Doe eine fiktive Prozesspartei oder einen sonstigen fiktiven Beteiligten des Prozesses, ebenso den fiktiven Namen einer existenten, aber nicht identifizierten Prozesspartei. Zu diesem Zweck werden auch andere Bezeichnungen verwendet, z. B. Richard Roe, John Stiles, Richard Miles etc. Der bekannteste Fall der Verwendung der weiblichen Form ist wohl das Abtreibungsurteil Roe v. Wade, in dem die Klägerin Norma McCorvey unter dem Pseudonym Jane Roe auftrat. Wenn ein Unternehmen verklagt wird und die beteiligten natürlichen Personen und deren Anzahl unbekannt sind, wird in der Regel neben der Hauptangeklagten zusätzlich „DOES 1 through 50, inclusive“ (Mustermann 1 bis 50, inklusive) angeklagt.
Der Begriff hat darüber hinaus als Bezeichnung für eine fiktive oder nicht identifizierte Person Eingang in den allgemeinen Sprachgebrauch gefunden. Insofern bezeichnet er:
- in den Vereinigten Staaten eine Person (auch eine Leiche) mit ungeklärter bzw. unbekannter oder geheimer Identität, beispielsweise in Akten und auf Formularen. In der deutschen Sprache fehlt ein Platzhaltername mit ähnlicher Bedeutungsvielfalt. Gebräuchlich sind je nach Kontext etwa N.N., Erika Mustermann oder Max Mustermann.
- im informellen US-amerikanischen Englisch den Durchschnittsbürger. Synonyme sind John Smith, Joe Public, Joe Average oder Joe Sixpack; deutschsprachige Entsprechungen sind etwa Otto Normalverbraucher, Max Mustermann oder Lieschen Müller in Deutschland oder Hans Meier und Max Muster in der Schweiz, wo Herr und Frau Schweizer den statistischen Durchschnitt verkörpern.

Ein anderes Feld, in dem es gilt, Anonymität zu wahren, findet sich in der (US-amerikanischen) Erotikbranche im weitesten Sinne. So stellen sich Männer in Bars, Bordellen, Clubs oder am Telefon oft als John oder John Doe vor, um ihrerseits ein Interesse an einem diskreten Geschäft zu signalisieren.

## Herleitung
Der Begriff John Doe wurde spätestens ab dem 17. Jahrhundert von englischen Gerichten zur Bezeichnung fiktiver Parteien im Rahmen der sogenannten action of ejectment verwendet. Es finden sich auch andere Namen, wie z. B. Richard Roe (englisch Roe: Reh), John Stiles, Richard Miles etc. Warum gerade diese Namen verwendet wurden, ist nicht bekannt. Aber es kann davon ausgegangen werden, dass die Häufigkeit des Namens John eine Rolle gespielt hat.
Mit der action of ejectment konnten in England bis zum Common Law Procedure Act 1852 Eigentumsrechte an Grundstücken durchgesetzt werden.
Common law erlaubte eine Klage ursprünglich nur, wenn sie einer bestimmten Klageform, einem writ, zugeordnet werden konnte. Die richtige Klageform für die Durchsetzung des Eigentumsrechts an einem Grundstück war eigentlich der writ of right, der die Frage des Eigentumsrechts ein für alle Mal klärte. Die Klage durch writ of right war jedoch so aufwändig, dass nach einem Ersatz gesucht wurde. Dies war die action of ejectment.
Grundlage der action of ejectment war der writ of trespass de ejectione firmae. Ursprünglich diente die action of ejectment nur dem Schutz von Pächtern (lessees). Ihr Zweck war es, eine Person, die gegenüber dem Pächter kein Recht zum Besitz besaß, von dem Grundstück zu verweisen.
Die Klage musste freilich abgewiesen werden, wenn der Beklagte beweisen konnte, dass er selber Pächter des Grundstücks war und dass sein Verpächter an dem Grundstück ein besseres Recht besaß als der Verpächter des Klägers. So hing der Erfolg der Klage also letztlich von der Frage ab, welcher Verpächter der wahre Eigentümer des Grundstücks war.
Dies machte man sich im 16. und 17. Jahrhundert zunutze, um die Schwierigkeiten des writ of right zu umgehen. Wer die Eigentumsverhältnisse geklärt haben wollte (A), verpachtete das Grundstück an einen Freund (D). Dieser nahm das Grundstück in Besitz und ließ sich von jenem vertreiben – entweder durch denjenigen, der das Eigentum für sich reklamierte (B), oder durch einen anderen Freund des A, den casual ejector oder ouster, der als vermeintlicher Pächter des B eigens dazu beauftragt wurde (R).
Der vermeintliche Pächter des A (D) erhob nun die action of ejectment gegen denjenigen, der ihn vertrieben hatte. War dies der casual ejector (R) gewesen, unterrichtete dieser nun den B und riet ihm, dem Verfahren beizutreten, um sein vermeintliches Eigentum zu verteidigen, wobei die Nachricht oft ironisch mit „your loving friend“ unterzeichnet wurde.
1656 soll Rolle C. J. dazu übergegangen sein, von B zu verlangen, alle Voraussetzungen der Klage, Verpachtung (lease), Inbesitznahme (entry) und Vertreibung (ouster), außer dem Eigentumsrecht des A (title) zuzugestehen, bevor diesem der Beitritt zum Verfahren gestattet wurde. Diese Voraussetzungen wurden in der Folge zur reinen Fiktion. Weder die Verpachtungen, noch Inbesitznahme, noch Vertreibung fanden tatsächlich statt. Der fiktive klagende Pächter wurde als John Doe, der fiktive beklagte Pächter (casual ejector) als Richard Roe bezeichnet.
Die Klage lautete daher „Doe upon a demise [lease] from A v Roe upon a demise from B“, kurz „Doe d. A v. Roe d. B“ (siehe Beispiele).
Aus England und Wales ist die Verwendung fiktiver, also tatsächlich nicht existenter Parteien nach 1852 nicht bekannt. In einigen wenigen Fällen ist der Begriff John Doe verwendet worden, um eine existente, aber nicht identifizierte Partei (vor allem Beklagte) zu bezeichnen (Barnett v French [1981] 1 WLR 848 (DC) m.w.N.).
Im Justizsystem der Vereinigten Staaten ist die Verwendung der Parteibezeichnung John Doe und Richard Roe auch heute noch gebräuchlich.

## Verwendungen

### Film & Fernsehen
In zahlreichen US-amerikanischen Krimi- und Krankenhausserien werden unidentifizierte Verdächtige bzw. Mord- oder Unfallopfer mit „Jane Doe“ oder „John Doe“ bezeichnet. Dies entspricht auch der in der Realität bei Polizei und Kliniken üblichen Praxis.
- Der Film Hier ist John Doe (1941) von Frank Capra erzählt von einem erfundenen Durchschnittsmenschen, der sich gegen soziale Ungerechtigkeiten auflehnt.
- Die US-Fernsehserie Der Fall John Doe! aus dem Jahre 2002.
- Im Film Jane Doe (deutscher Titel Runaway Jane – Allein gegen alle) aus dem Jahr 2001 spielt Teri Hatcher eine Informatikerin mit dem Namen Jane Doe.
- Die Episode Wer ist John? der Fernsehserie Raumschiff Enterprise: Das nächste Jahrhundert handelt von einem an Amnesie leidenden Alien, der den Namen John Doe erhält.
- Im Film Dogma des Regisseurs Kevin Smith aus dem Jahre 1999 wird ein unbekannter Obdachloser ins Koma geprügelt. Dieser wird von den Medien als „John Doe Jersey“ bezeichnet. Im Verlauf des Films klärt sich seine Identität auf.
- Im Film Galaxy Quest – Planlos durchs Weltall wird die außerirdische Laliara am Ende in einem fiktiven Filmvorspann als Jane Doe aufgeführt, da ihr „echter“ Name mit der Filmrolle übereinstimmt, sie als Außerirdische aber keinen menschlichen Namen hat.
- In der Serie Supernatural heißt die Frau, in deren komatösen Körper Ruby schlüpft, Jane Doe.
- In der Serie Once Upon a Time – Es war einmal … wird der namenlose Komapatient, der in Wirklichkeit Prinz James „Charming“ bzw. David Nolan ist, gespielt von Josh Dallas, John Doe genannt.
- Der Film Sieben ist ein 1995 erschienener US-amerikanischer Thriller des Regisseurs David Fincher. Der Mörder – gespielt von Kevin Spacey – nutzt den Namen John Doe.
- Im Film Machete wird Danny Trejo verletzt unter dem Namen John Doe eingeliefert.
- Im Horrorfilm Open Grave von 2013 erwacht eine Gruppe von Personen ohne Erinnerungen an die Vergangenheit mitten in der Wildnis, von denen ein Mann mit Revolver den Spitznamen John Doe erhält.
- Im Film Predestination unterschreibt der Protagonist sein Werk als John Doe, nachdem er selbst nicht mehr wusste, wer er ist.
- In der Serie Continuum spielt Ryan Robbins ab Folge 3×09 (Minute of Silence) einen zwei Monate im Koma liegenden Patienten, welcher ebenfalls als John Doe bezeichnet wird.
- In der Serie Blindspot wird eine junge Frau mit Gedächtnisverlust am Timesquare gefunden. Da keiner weiß, wo sie herkommt oder wie sie heißt, wird sie „Jane Doe“ genannt.
- In der Serie Grey’s Anatomy wird ein aufgrund von Gesichtsverletzung unkenntlicher Patient und mehrere unbekannte Patienten John Doe genannt.
- Der Film The Autopsy of Jane Doe (2016) handelt über eine junge Tote, bei deren Autopsie herausgefunden wird, dass es sich bei der Unbekannten um eine Hexe handelt, die vor 400 Jahren zum Tode verurteilt wurde, ihr Körper aber aufgrund von Hexerei nicht verwest oder gealtert ist und zudem jeder Schaden nimmt, der mit der Leiche zu tun hat.
- In Folge 14 der 7. Staffel von Akte X werden drei Patientinnen eines Krankenhauses, deren Name unbekannt ist, mit Krankenakten namens Jane Doe geführt.
- In Bosch: Legacy S2 F1 kommt auch eine Jane Doe vor, wobei es sich um die vermeintliche Tochter Maddie Bosch von Ex-Detektiv Bosch handeln könnte.

### Strafprozesspraxis
Zur Praxis der Verwendung vom John Doe in DNA-basierten Haftbefehlen hat am 25. Januar 2010 der Supreme Court of California eine Entscheidung in der Rechtssache People of California gegen Robinson, ein Fall, in dem drei Fragen im Zusammenhang mit DNA und Strafverfahren aufgeworfen wurden, gefunden:
```
    (1) Erfüllt das DNA-Profil eines unbekannten Verdächtigen die „Besonderheit“ für einen Haftbefehl? (Ja.)
    (2) Löst die Ausstellung einer „John Doe“ -Beschwerde und eines Haftbefehls rechtzeitig eine strafrechtliche Handlung aus und erfüllt damit die Verjährungsfrist? (Ja.)
    (3) Welches Rechtsmittel gibt es gegebenenfalls für die rechtswidrige Sammlung von genetischem Material gemäß dem Gesetz über DNA- und forensische Identifikationsdatenbanken und Datenbanken von 1998 (Pen. Code, Section 295 ff.)? (Verstößt die Sammlung wie in diesem Fall gegen das Gesetz, nicht jedoch gegen die Landes- oder Bundesverfassung, werden die Beweise nicht ausgeschlossen.)
[
2
]
```

### Musik
- Ein Lied des US-Rappers Rick Ross aus dem Mixtape Ashes to Ashes heißt John Doe.
- Ein Lied der österreichischen Metalband Artas aus ihrem Album Riotology trägt den Titel The Suffering of John Doe.
- Ein Lied des österreichischen Rappers Money Boy trägt den Titel Jane Doe.
- Ein Album der US-Hardcoreband Converge heißt Jane Doe.
- Ein Lied des Akustik-Pop-Musikers Never Shout Never trägt ebenfalls den Namen Jane Doe.
- Ein Lied der Band Testament trägt den Titel Jon Doe.
- Ein Lied des Debütalbums Songs in A Minor der Sängerin Alicia Keys trägt den Titel Jane Doe.
- Ein Lied der niederländischen Band Within Temptation heißt Jane Doe. Dieses Lied wurde als B-Seite von zwei Singles der Band veröffentlicht.
- Ein Lied von Charlotte Gainsbourg auf dem Album IRM trägt den Titel Me and Jane Doe.
- Ein Lied von Nik Kershaw auf dem Album To Be Frank trägt den Titel Jane Doe.
- Ein Lied der Band Mr. Big auf dem Album Hey Man trägt den Titel Jane Doe.
- Ein Lied der Band Blitzkid trägt den Titel Jane Doe #9.
- Ein Lied von B.o.B und Priscilla heißt John Doe.
- Ein Lied der japanischen Sängerin Minami Takahashi trägt den Titel Jane Doe.
- Ein Lied des australischen Hip-Hop-Sängers Drapht aus dem Jahr 2015 heißt Dancin‘ John Doe.
- Ein Lied der südkoreanischen Girl Group Ladies Code auf dem Album „Mist3ry“ aus dem Jahr 2016 trägt den Namen Jane Doe.
- Der Protagonist des Albums Yeah! Yeah! Die! Die! Death Metal Symphony in Deep C von Waltari trägt den Namen John Doe.
- Ein Lied aus dem Album „White Men Are Black Men Too“ des schottischen Trios Young Fathers trägt den Namen John Doe.

### Sonstiges
- Ende 2008 verschickte die US Army versehentlich an einige Familien der im Irakkrieg gefallenen Soldaten Briefe, die mit „Dear John Doe“ begannen. Als Grund nannte die Army einen Software-Fehler bei dem Unternehmen, das die Schreiben anfertigte.[3]
- Stephen Kings Erzähler im Roman 11/22/63 – A Novel (dt. Der Anschlag) nutzt den Namen „John Doe“ gegenüber einer Frau, von der er Informationen kauft, und signalisiert damit erfolgreich, dass er keine weiteren Fragen nach seiner Identität zulässt.
- Douglas Coupland nutzt den Namen im Roman jPod, um einen fiktiven Mann darzustellen, der versucht, so normal wie möglich zu sein.
- Der Informant, der der Süddeutschen Zeitung im Rahmen der Panama-Papers-Recherchen Daten zukommen ließ, nutzte den Namen „John Doe“ als Pseudonym.[4]
- Ein Kunstwerk von Edward Kienholz aus dem Jahr 1959 heißt John Doe.
- John Doe ist ein Pseudonym des Schauspielers, Autors und Musikers John Nommensen Duchac, Bassist der US-amerikanischen Punkband X, siehe John Doe (Musiker).
- John Doe ist der Markenname eines Anbieters für Motorradschutzkleidung.[5]
- „ John Doe“ - Bassist der Metallband EMN (Every - Mothers - Nightmare)
- Max Caulfield, die Protagonistin aus Life is Strange trägt ein pinkes T-Shirt mit dem Aufdruck „JANE“, gefolgt von einem Reh. Abgesehen von der offensichtlichen Anspielung auf Jane Doe ist das Shirt ebenfalls eine Referenz zu Rachel Amber, ein vermisstes Mädchen, welches von Rehen symbolisiert wird.